# Magnesiumoxid
Magnesiumoxid er en kemisk forbindelse af magnesium og ilt: Ved atmosfærisk tryk og temperaturer indtil 2800 °C er stoffet et fast, hvidt pulver.

## Tekniske anvendelser
På grund af dets høje smeltepunkt udgør magnesiumoxid hovedbestanddelen i f.eks. ildfaste sten til ovne m.v.. De ildfaste egenskaber har også gjort magnesumoxid populært til brandsikre vindspærreplader i bygningsindustrien i 2010'erne, hvilket utilsigtet har ledt til byggeskandaler eftersom pladerne suger fugt.. Kina er hovedproducent på verdensmarkedet af MgO plader.
Magnesiumoxid anvendes også som basisk tilsætningsstof i fødevareindustrien, og som tablethjælpestof.

## Sundhed og sygdom
Magnesiumoxid, eller magnesia som det også kaldes, virker afførende: Ved indtagelse, optages en del af stoffet i mave-tarmkanalen, mens den tilbageværende del virker vandsugende og derved gør tarmindholdet mere tyndtflydende.
Magnesiumoxid er basisk og neutraliserer derfor en lille del af mavesyren, hvorved mavesækkens pH hæves en smule. Af den grund bruges magnesiumoxid (og andre magnesium-forbindelser) som middel mod for meget mavesyre, også kaldet halsbrand eller "sure opstød".
Kroppens indhold af magnesium reguleres af nyrerne, og derfor er større mængder af magnesiumoxid og andre magnesiumforbindelser skadelige for mennesker med nyresvigt.